# Братковцы (Ивано-Франковская область)
Бра́тковцы (укр. Братківці) — село в Ивано-Франковской городской общине Ивано-Франковского района Ивано-Франковской области Украины.
Население по переписи 2001 года составляло 2362 человека. Занимает площадь 16,64 км². Почтовый индекс — 77462. Телефонный код — 03436.

## Религия
Церковь святой мучинецы Параскевы 1846 г УГКЦ
Церковь Успения Пресвятой Девы Марии 2006 г. ПЦУ